# Andy Sarcone Rooney
Andy Sarcone Rooney (nació el 10 de junio de 1980 en la Ciudad de Buenos Aires) es un guitarrista argentino, compositor y multinstrumentista que reside en Los Ángeles, California, Estados Unidos y es el actual cantante y líder de la banda Spelled Moon.

## Biografía

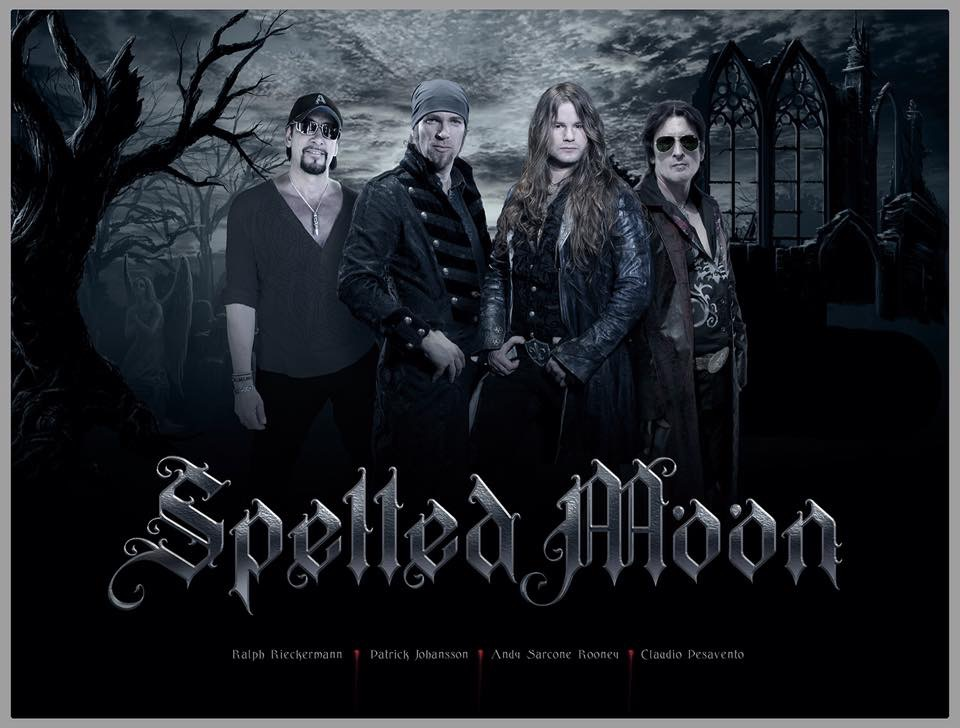
Sarcone Rooney en Spelled Moon

Andy es descendiente del famoso y revolucionario doctor Michele Sarcone (1731-1797 médico, escritor y compositor italiano) que escribió el Aria de concierto «Bella mia fiamma, addio!... Resta, oh cara!» concertó aria, K.528 para Wolfgang Amadeus Mozart en Praga el 3 de noviembre de 1787.
Creció rodeado de música como el tango (Carlos Gardel, Aníbal Troilo, Roberto Goyeneche) y música clásica (Johann Sebastian Bach, Niccolò Paganini, Ludwig van Beethoven). A los 6 años comenzó  a estudiar canto y pronto se encontró participando en coros de la iglesia y la escuela.
Descubrió el Rock and roll cuando escucha por primera vez a las bandas de Hard rock y Heavy metal como Guns N' Roses, Deep Purple, Judas Priest y Helloween entre otras y sintió pasión como pocas por este nuevo género que inspiraba tantas cosas.
A los 13 años comienza a estudiar piano y poco después a tocar en bandas locales, esculpiendo así y sin saberlo una formación musical más precisa y compacta.
En 1995 y como cantante formó «Pax», un grupo de cuatro integrantes en estilo Hard Rock, escribió letras originales y adaptó melodías para canciones propias, tarea difícil de lograr en una sociedad conservadora donde los músicos roqueros no siempre eran bien vistos.
Si bien en el piano encontró profundas melodías y pasajes, siempre quiso explorar aquella pasión que tenía por la guitarra eléctrica. A los 16 años una Gibson Les Paul llegó a sus manos y sin mirar atrás se embarcó rumbo a un mundo neoclásico, lleno de fraseos y sonidos distorsionados que pronto abriría nuevas puertas al joven músico.
Ya escribía sus propias canciones (letra y música) cuando forma «Hysteria» en estilo Punk rock tipo (The Ramones), banda que empezaría a deambular por los fanzines locales.

## Sus estudios de guitarra

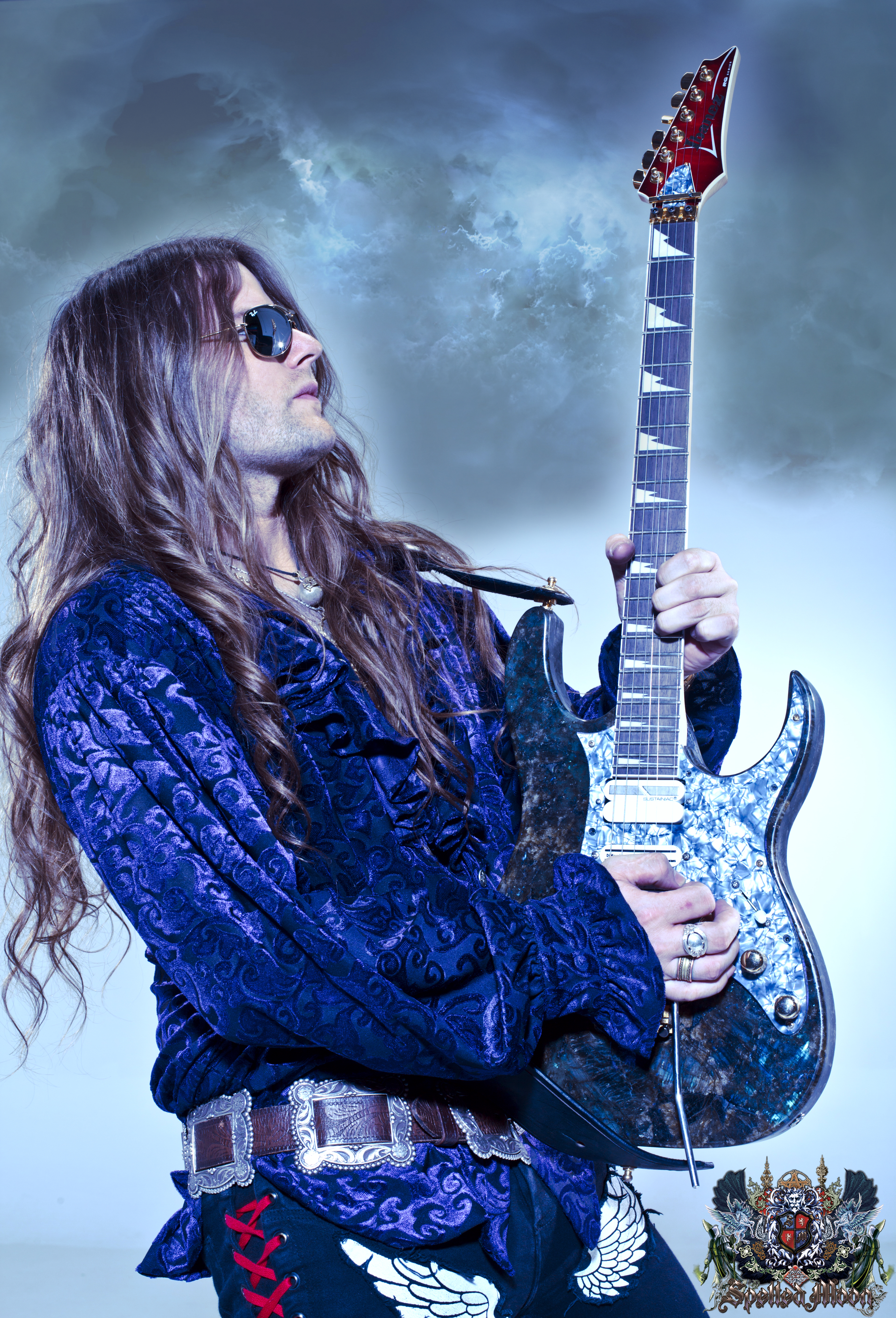
Sarcone Rooney

A los 18 años en busca de nuevos horizontes y con la ilusión de llegar a otros niveles comenzó a estudiar guitarra clásica en el conservatorio de música «Robert Williams», allí es donde se develan no sólo enigmas musicales y conoce a un distinguido luthier (Delegrazzi), constructor de guitarras clásicas quien inspira a Rooney a explorar nuevos mundos en el armado y seteado de este instrumento.
En 1999 formó «Wolf» (heavy metal) guitarrista/cantante donde es despedido por los miembros de su banda por tocar solos muy largos.
En el 2000 formó «Wolff», escrita con doble letra efe, (heavy metal/hard rock/power metal) como guitarrista líder.
En el 2001 y con una valija llena de sueños se mudó a los Estados Unidos para poco después formar «Wolff Pack» en el 2002.
En el 2004 de gira por California conoció al tecladista y pianista Claudio Pesavento (Mahogany Rush, sesionista de Dokken y Jeff Beck).
En el 2005 sale a la venta «Eternal Tears», grabado en los estudios de Dan Spitz (Anthrax), en Fort Lauderdale en el estado de la Florida (Estados Unidos) con un contrato de distribución para Sur y Norteamérica.
En el 2006 comparte escenarios con Nicko McBrain (Iron Maiden) y con Kamelot entre otros, donde conoce a Patrick Johansson (Yngwie Malmsteen), con quien llegaría a grabar y consolidar una gran amistad.
El mismo año conoció a Rob Roy (jefe de ingenieros) del legendario estudio «Power Station», propiedad del mítico productor Tony Bongiovi (Bongiovi Entertainment) y comienza a alejarse de los escenarios para pasar más tiempo en estudios de grabación, donde trata de eliminar limitaciones y barreras con planes de hacer un disco propio.
En 2008 forma Spelled Moon (Metal neoclásico- Power metal) y llama a la formación a Patrick Johansson para las baterías.
En el 2009, junto a David Levy (ingeniero) en «Power Station Studios» comienza a producir a arreglar y escribir material para este disco.

## Creó su propio estudio de grabación
En el 2011, de costa a costa en territorio estadounidense mueve su operación a la ciudad de “ángeles y demonios”, Los Ángeles, California y arma su propio estudio de grabación llamado «Black Gates», donde graba y produce bandas y artistas.
Se contacta y comienza a trabajar con el distinguido ilustrador Daniel Trajtemberg (Rata Blanca, Mario Ian, Devenir) para hacer las portadas y las gráficas de Spelled Moon.
En el 2012 trabajó con Ralph Rieckermann (Scorpions), quien le pidió que rehiciera una canción inédita «Just One You», que escribió y grabó con Scorpions en el '93.  Rooney acepta y reescribe la letra, los solos y todos los arreglos, así le da nuevo nombre: «Hidden In The Winds».
Llama a la formación a Claudio Pesavento para los pianos.
Empieza a trabajar junto al famoso productor Dave Jenkins (Uli Jon Roth, Joe Lynn Turner, Matt Sorum, Heaven and Earth), explora equipos y nuevas técnicas en grabación y producción.
Finalmente, en el amanecer del 2013 salió a la venta el esperado EP «Forsaken Spells», que recibe excelentes críticas en el mundo roquero.
En el mismo año fue invitado a formar parte de la Academia Nacional de Artes y Ciencias de la Grabación Premios Grammy, institución a la que orgullosamente pertenece.
En el 2014 empieza a trabajar con el exitoso bajista Chuck Wright (Quiet Riot, House Of Lords, Impellitteri), con quien se encuentra en sesiones de grabación actualmente.